# Rose Farm (Ohio)
Rose Farm é uma comunidade não incorporada e um local designado pelo censo (CDP) no sudoeste do município de York, Condado de Morgan e sudeste do município de Harrison, condado de Perry, Ohio, Estados Unidos. Encontra-se ao longo da State Route 669 em seu cruzamento com a a Rua McKinley. O riacho Ogg, que encontra o riacho Moxahala ao norte de Rose Farm, atravessa a comunidade. Ele está localizado a 13 milhas (21 quilômetros) a noroeste de McConnelsville, a sede do condado de Morgan County, e uma distância muito menor a sudeste de Crooksville, nas proximidades do condado de Perry.
Rose Farm consiste nas ruas 1ª, 2ª e 3ª, que correm paralelas à State Route 669 e Ruas McKinley, Garfield e Lincoln, que correm perpendicularmente à State Route 669. Uma rua adicional, Argo Road, compõe as estradas do município de Rose Farm.
A Igreja de Cristo Rose Farm (localizada na esquina da McKinley com a 2ª Rua) é o único edifício não residencial em uso na comunidade. O outro edifício não residencial é a antiga Rose Farm School, que é uma casa escolar de dois cômodos que atendia de 1ª a 8ª séries até seu fechamento em meados da década de 1960.
O ex-congressista dos Estados Unidos Mell G. Underwood nasceu em Rose Farm.